# Goba (basketbalclub)
Goba is een Nederlandse basketballclub uit Gorinchem, provincie Zuid-Holland. 
De naam komt van Gorinchem Basketball en de vereniging werd op 1 mei 1970 opgericht. De vereniging speelt haar thuiswedstrijden in Sporthal Oosterbliek. Het tenue bestaat uit een blauw shirt met een oranje bies en een blauw broekje met een oranje bies. 
Onder de naam Den Braven/GOBA heeft de basketballclub vanaf seizoen 1993 - 1994 tot en met seizoen 1995 - 1996 in de eredivisie gespeeld als professionele basketballclub. In het seizoen 1994 - 1995 won Den Braven/GOBA de nationale beker, was runner up in het landskampioenschap en was de club finalist in de Haarlem Basketball Week. In het seizoen 2008 - 2009 werd het Heren 1 team van Cagemax/GOBA nog amateurkampioen van Nederland door de Promotiedivisie te winnen. Promotie naar het hoogste niveau was echter financieel niet haalbaar. Vanaf het seizoen 2017-2018 heeft GOBA na afwezigheid van een seizoen weer een Heren 1 team dat uitkomt in de tweede klasse. 

## Erelijst
| Competitie              | Winnaar   | Winnaar          | Runner-up | Runner-up  |
| Competitie              | Aantal    | Jaren            | Aantal    | Jaren      |
| Nationaal               | Nationaal | Nationaal        | Nationaal | Nationaal  |
| ----------------------- | --------- | ---------------- | --------- | ---------- |
| Eredivisie              |           |                  | 1×        | 1995       |
| NBB-Beker               | 1×        | 1995             |           |            |
| Promotiedivisie         | 1×        | 2009             | 2×        | 1990, 1993 |
| Eerste divisie          | 4×        | 1983, 2005, 2008 |           |            |
| Vriendschappelijk       |           |                  |           |            |
| Haarlem Basketball Week |           |                  | 1×        | 1995       |